# Roquepertuse
Roquepertuse je jedno z nejvýznačnějších nalezišť keltské kultury, leží poblíž provensálského městečka Velaux v jižní Francii. Roquepertuse bylo zřejmě čistě náboženským střediskem Keltů, veškeré náznaky obydlení chybí. Po přepadu Římanů v roce 124 př. n. l. bylo zcela zničeno.
Naleziště bylo objeveno již roku 1860, ale až roku 1923 bylo důkladněji zkoumáno, přičemž bylo objeveno několik reliktů z doby keltského osídlení; mimo sošky Herma také dvě sošky, připomínající buddhu, tři sloupy s výhlubněmi pro lidskou lebku a soška ptáka (výška 62 cm). Nálezy jsou datovány do 3. století př. n. l., ale např. jisté aspekty sošek, připomínajících buddhu, dovádějí mnohé znalce k domněnce, že se jedná o objekty, které jsou o 200 až 300 let starší.
Hlavní artefakty z této lokality jsou uloženy v Musée d'archéologie méditerranéenne v Marseille.

## Galerie

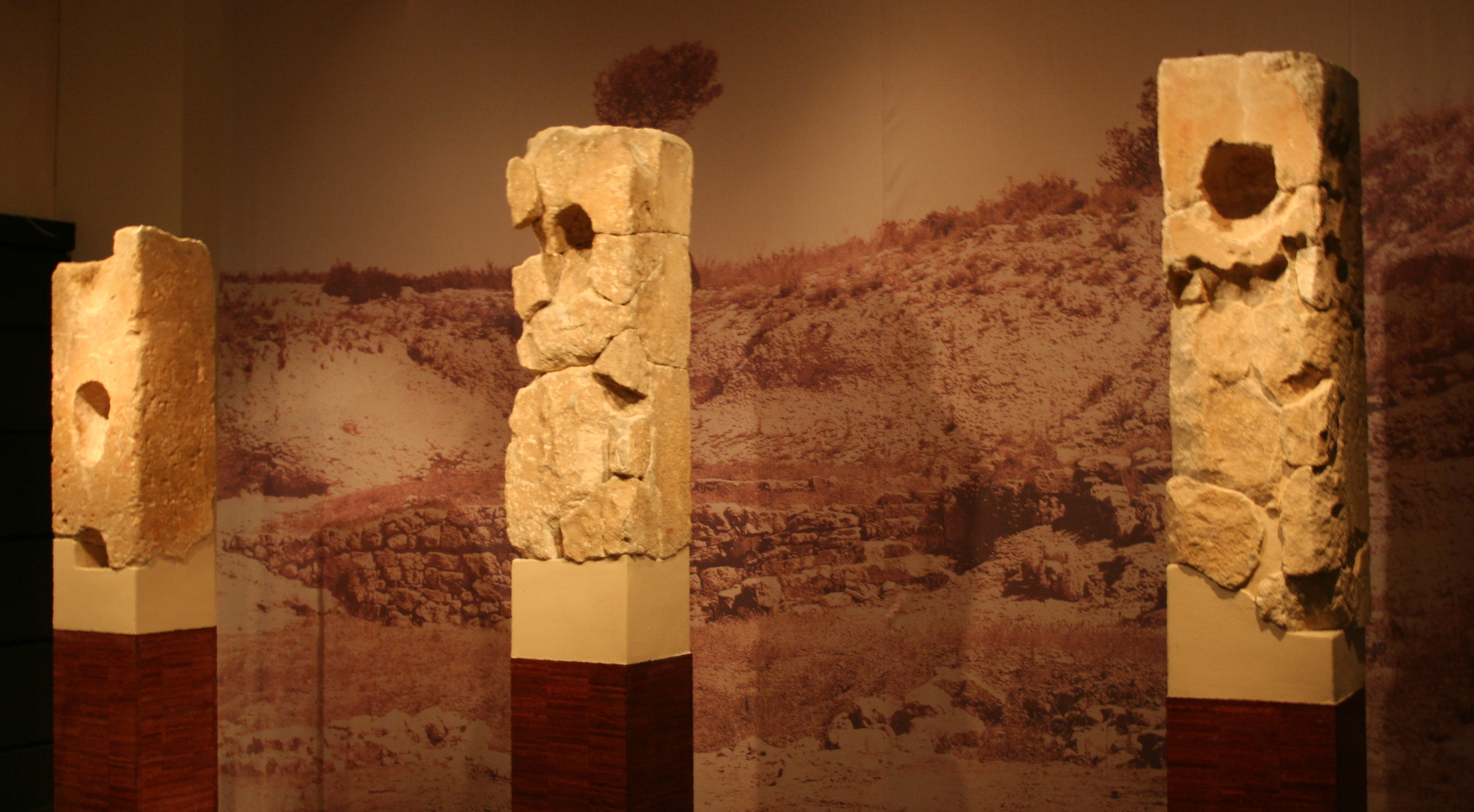
sošky nalezené v Roquepertuse
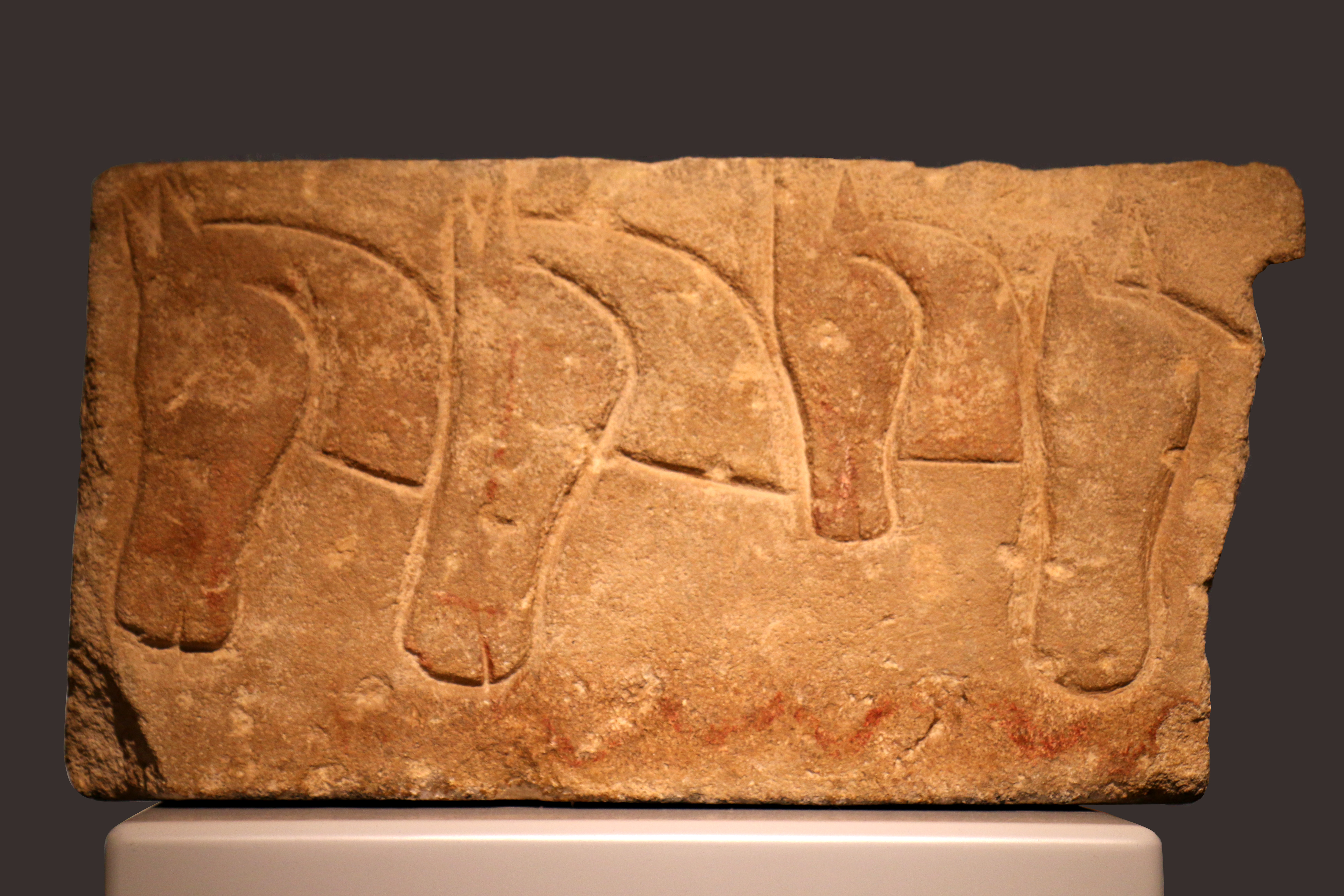
sošky nalezené v Roquepertuse
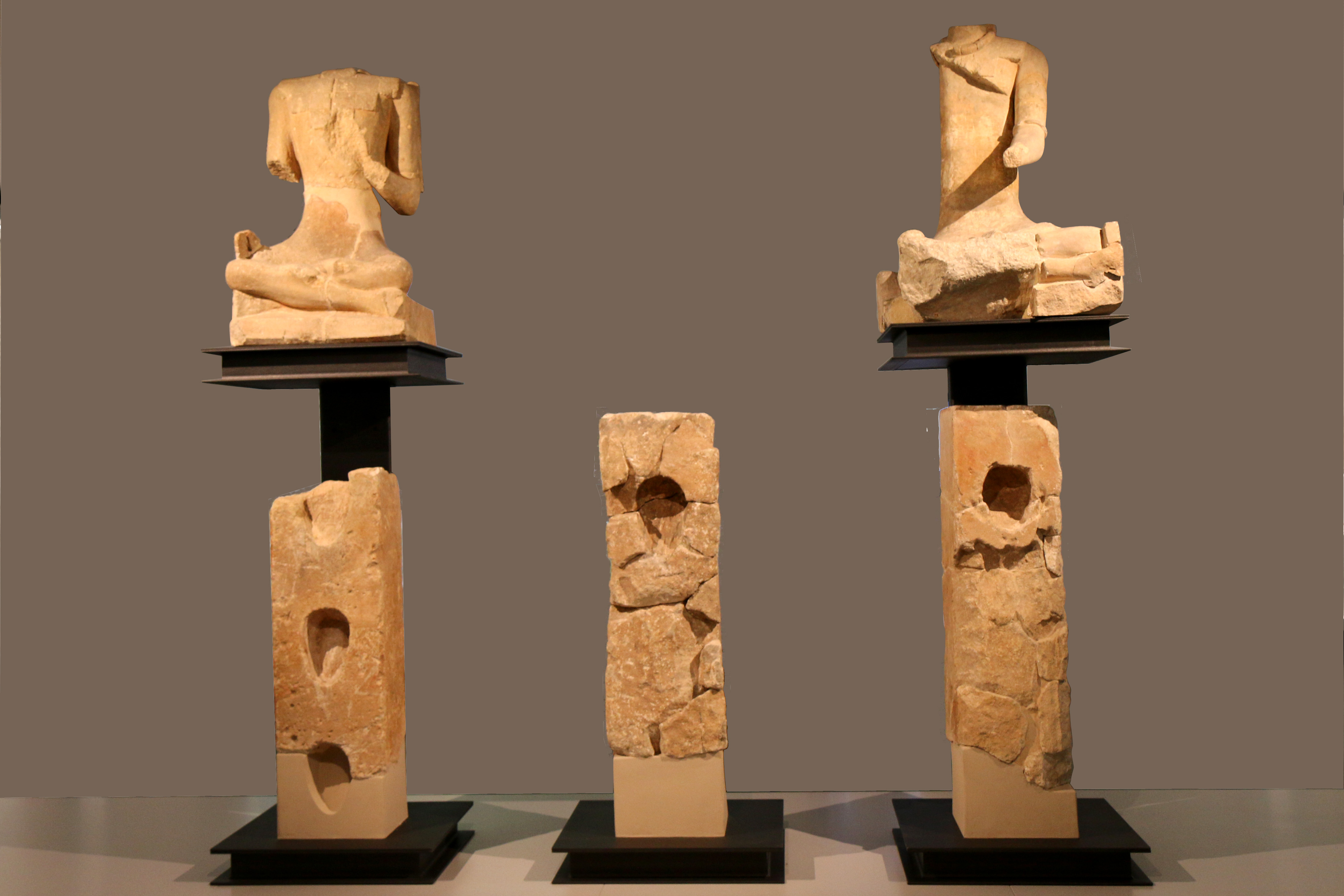
sošky nalezené v Roquepertuse
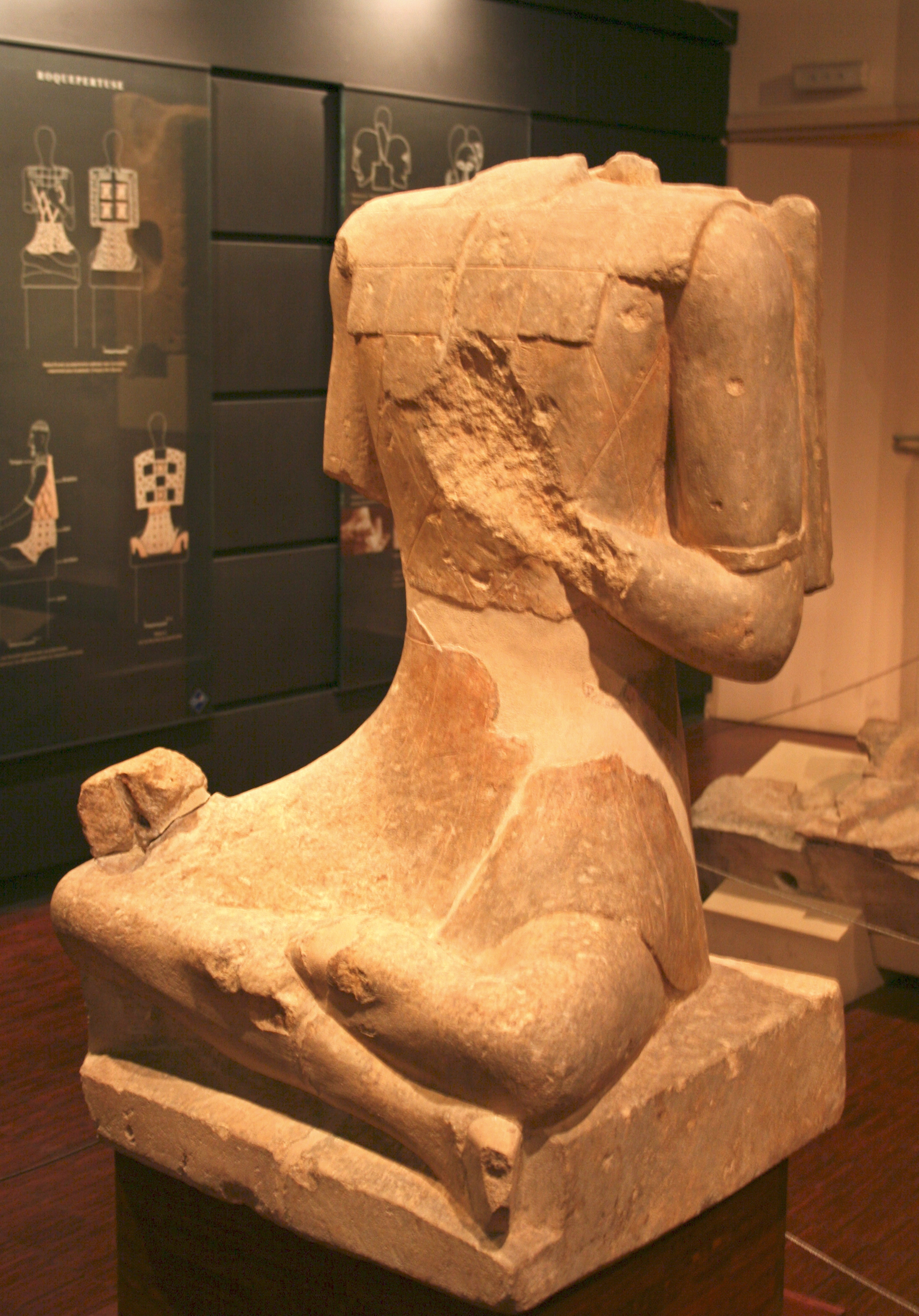
sošky nalezené v Roquepertuse
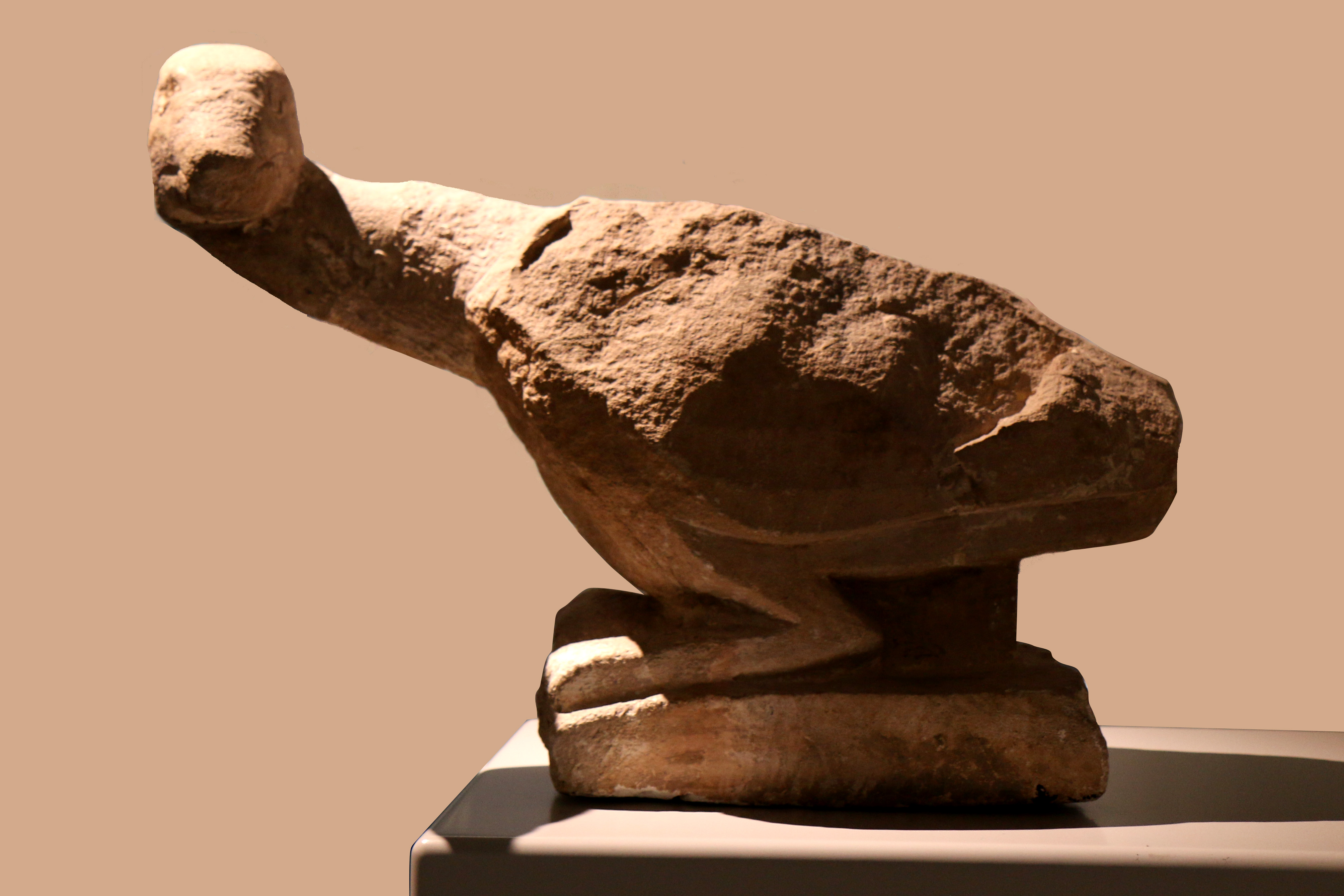
sošky nalezené v Roquepertuse